# Ivànovka (Primórie)
Ivànovka - Ивановка (rus) - és un poble del krai de Primórie, a l'Extrem Orient de Rússia, que en el cens del 2010 tenia 2.533 habitants.